# Goniądz (gromada)
Goniądz (1961–71 Klewianka) – dawna gromada, czyli najmniejsza jednostka podziału terytorialnego Polskiej Rzeczypospolitej Ludowej w latach 1954–1972.
Gromady, z gromadzkimi radami narodowymi (GRN) jako organami władzy najniższego stopnia na wsi, funkcjonowały od reformy reorganizującej administrację wiejską przeprowadzonej jesienią 1954 do momentu ich zniesienia z dniem 1 stycznia 1973, tym samym wypierając organizację gminną w latach 1954–1972.
Gromadę Goniądz z siedzibą GRN w mieście Goniądz utworzono 1 stycznia 1972 w powiecie monieckim w woj. białostockim w związku z przeniesieniem siedziby GRN gromady Klewianka z Klewianki do Goniądza i przemianowaniem gromady na gromada Goniądz; równocześnie do gromady Goniądz przyłączono miejscowości Dawidowizna, Doły, Łazy, Mierkienniki, Szafranki i Wójtostwo o łącznej powierzchni 3.440 ha z miasta Goniądz.
Gromada Goniądz funkcjonowała przez dokładnie jeden rok (1972), czyli do kolejnej reformy gminnej. Z dniem 1 stycznia 1973 roku reaktywowano zniesioną w 1954 roku gminę Goniądz.